# سانتياغو مونيوث
سانتياغو مونيوث (بالإسبانية: Santiago Muñoz)‏ هو لاعب كرة قدم أمريكي في مركز الهجوم، ولد في أغسطس 2002 في إل باسو في الولايات المتحدة.

## وصلات خارجية
- سانتياغو مونيوث على موقع قاعدة بيانات كرة القدم.إي يو (الإنجليزية)
- سانتياغو مونيوث على موقع Soccerway.com (الإنجليزية)
- سانتياغو مونيوث على موقع عالم كرة القدم.نت (الإنجليزية)